# Jack Bailey
Jack Bailey (ur. 15 września 1907, zm. 1 lutego 1980) – amerykański aktor filmowy i telewizyjny.

## Filmografia
seriale
- 1955: Gunsmoke jako Ben Leary
- 1963: Bob Hope Presents the Chrysler Theatre jako Albert House
- 1965: I Dream of Jeannie jako dr Dawson
- 1966: The Monroes jako Crick

film
- 1946: To wspaniałe życie jako Jeden z zalotników Vi
- 1948: He Walked by Night jako Świadek
- 1971: The Day of the Wolves jako Burmistrz

## Wyróżnienia
Posiada dwie gwiazdy na Hollywoodzkiej Alei Gwiazd.